# Xã Honey Creek, Quận Henry, Missouri
Xã Honey Creek (tiếng Anh: Honey Creek Township) là một xã thuộc quận Henry, tiểu bang Missouri, Hoa Kỳ. Năm 2010, dân số của xã này là 216 người.